# Мирут
Ми́рут, Ме́ратх (англ. Meerut, хинди मेरठ, урду میرٹھ‎) — город в северо-западной части штата Уттар-Прадеш, Индия. Административный центр округа Мератх. Первые поселения на территории города относится к первым известным цивилизациям долины Инда. Город находится примерно в 40 км к северо-востоку от Нью-Дели и 453 км к северо-западу от столицы штата, Лакхнау. Это второй по величине (после Дели) Национального столичного региона Индии, 26-й по итогам переписи населения 2011 года наиболее населённый город Индии, образующий 33-ю по величине городскую агломерацию страны

## История
В середине XIX века в Мируте находился крупнейший военный гарнизон на севере Индии. В 1857 году в этом гарнизоне началось восстание сипаев. В городе установлен памятник генералу Очтерлони в память об этом событии.

## Физико-географическая характеристика
Расположен между реками Ганг и Джамна. Абсолютная высота — 218 метров над уровнем моря.
Климат города характеризуется как влажный субтропический с жарким летом и прохладной зимой. Лето длится от начала апреля и до конца июня и является очень жарким с температурами до 43 °C (109 °F). Сезон дождей длится с конца июня и до середины сентября. Температура воздуха в сезон дождей становится чуть ниже, однако резко возрастает влажность воздуха. С конца октября и до середины марта длится комфортная сухая зима. Абсолютный минимум температур (−0,4 °C (31,3 °F)) был зарегистрирован 6 января 2013 года. Большая часть годовой нормы осадков выпадает в сезон муссонов. Влажность воздуха варьируется от 30 до 100 %. Выпадение снега в Мератхе не отмечалось.
| Показатель                    | Янв. | Фев. | Март | Апр. | Май  | Июнь | Июль | Авг. | Сен. | Окт. | Нояб. | Дек. | Год  |
| ----------------------------- | ---- | ---- | ---- | ---- | ---- | ---- | ---- | ---- | ---- | ---- | ----- | ---- | ---- |
| Абсолютный максимум, °C       | 29   | 32,2 | 39   | 43   | 45   | 46   | 44   | 40   | 39   | 38   | 34    | 30   | 46   |
| Средний суточный максимум, °C | 21,9 | 23,1 | 28,7 | 36,3 | 39,1 | 37,6 | 33,6 | 32,6 | 33,7 | 32,8 | 28,6  | 23,5 | 31,5 |
| Средний суточный минимум, °C  | 7,2  | 9,1  | 13,8 | 19,9 | 24,3 | 26,0 | 25,9 | 25,5 | 23,6 | 18,2 | 12,4  | 8,0  | 17,7 |
| Абсолютный минимум, °C        | 0    | 0,1  | 5    | 8    | 15   | 17   | 16   | 19   | 15   | 10   | 1     | 0    | 0    |
| Норма осадков, мм             | 24   | 18   | 10   | 5    | 15   | 54   | 248  | 332  | 138  | 42   | 3     | 8    | 897  |
| Источник:                     |      |      |      |      |      |      |      |      |      |      |       |      |      |

## Население
По данным на 2013 год численность населения составляет 1 493 354 человека.
Динамика численности населения города по годам:
| 1991    | 2001      | 2013      |
| ------- | --------- | --------- |
| 753 778 | 1 068 772 | 1 493 354 |

## Экономика

### Промышленность

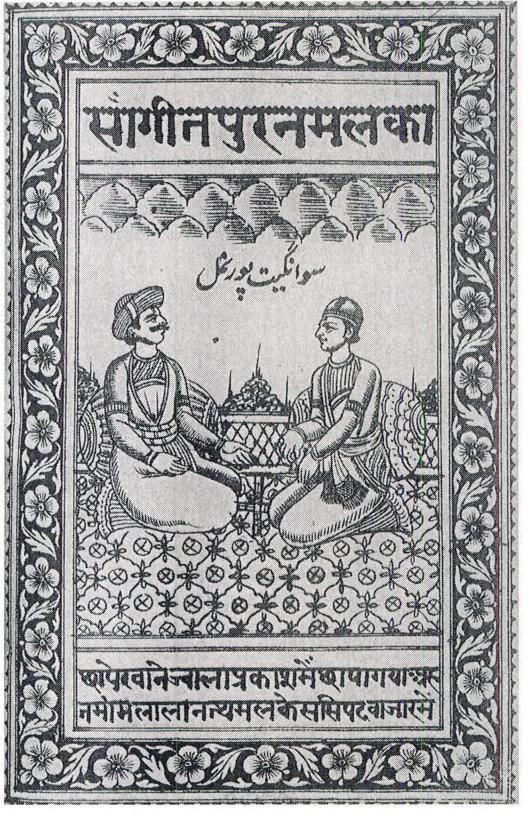
Обложка книги Sangeet Puranmal Ka (lit. Музыка Пуранмала). Издана в 1879 в Мератхе

Мирут — один из важных промышленных центров, расположенных на западе штата Уттар-Прадеш. Город известен своими товарами ручного изготовления и производством ножниц. Мератх — один из первых городов северной Индии, где в конце 19-го века было налажено типографское производство. Город был важным центром типографской промышленности в 1860—1870-е годы.
Близость к Дели способствует развитию промышленности. В Мератхе работает свыше 23 тысяч промышленных предприятий, включая 15 510 малых и около 8 тысяч кустарных производств.
В Мируте производятся шины, текстиль, трансформаторы, сахар, бумага, спортивные товары, действуют ликероводочный завод, предприятия химической и машиностроительной промышленности. Перспективной является сфера информационных технологий. В городе расположены офисы таких известных фармацевтических компаний как Perk Pharmaceuticals Limited, Mankind Pharma & Bestochem. Город известен производством товаров для крикета SG, здесь работают крупнейшие индийские производители товаров для крикета. Мератх также центр производства украшений из золота и является крупнейшим производителем музыкальных инструментов в Индии. Город является центром производства боевого снаряжения и оружия, которое используются в голливудский фильмах и сериалах (например, оружие, изготовленное в Мератхе использовалось при съёмках фильма Гладиатор.
Государственная корпорация штата Уттар-Прадеш по содействию развитию промышленности владеет двумя промышленными зонами города

### Торговля

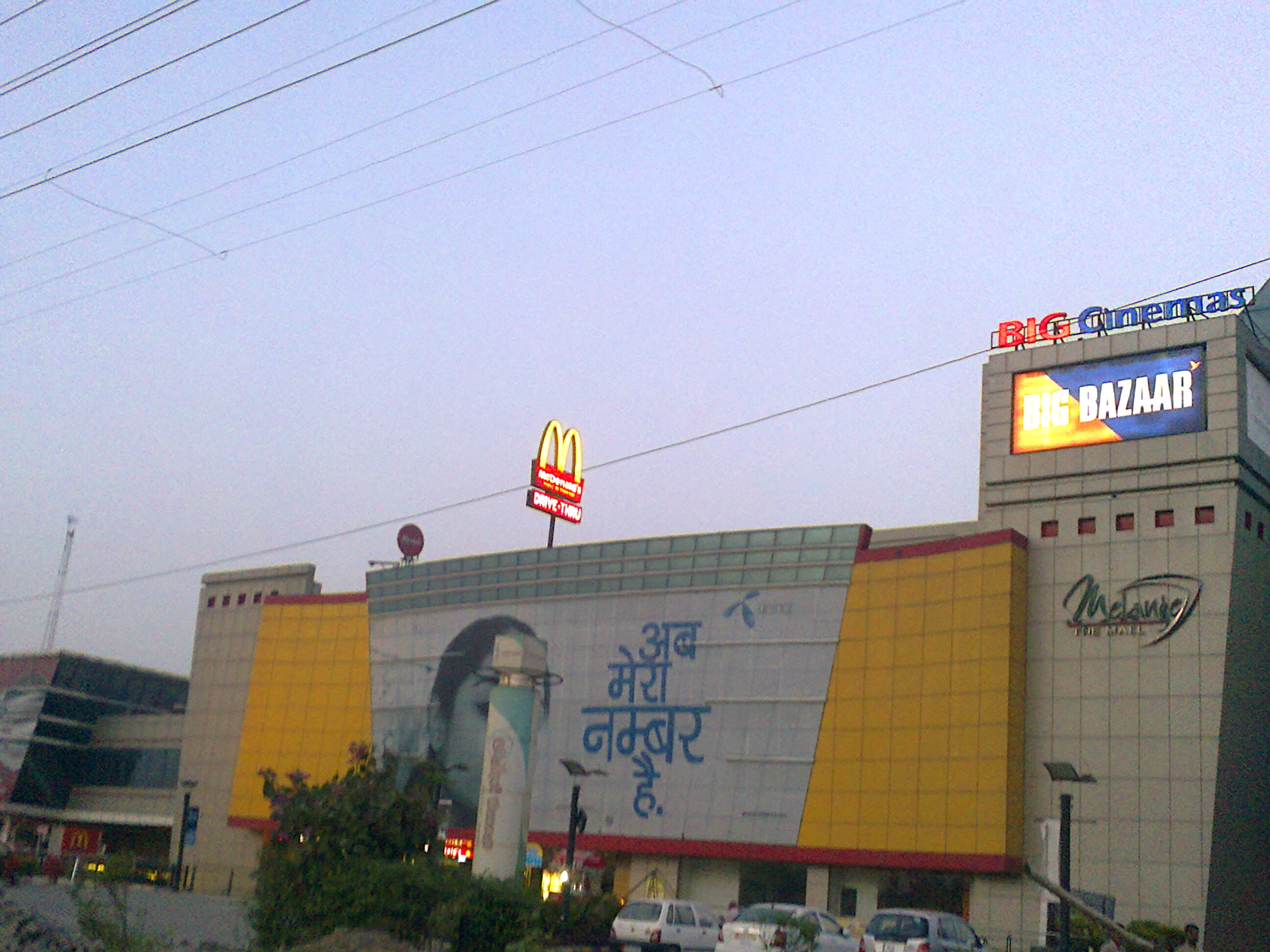
Melange Mall and multiplex at Pallavpuram

Помимо магазинов, в которых представлен широкий спектр известных брендов, автосалонов, отелей, баров и клубов, в городе расположен один из крупнейших в Азии золотых рынков: на нём работает более 25 000 квалифицированных мастеров, ежедневно обрабатывается 60 килограммов драгоценного металла в день

## Транспорт

### Воздушный транспорт
Ближайший аэропорт — Делийский аэропорт им. Индиры Ганди — находится примерно в 100 км от Мератха. В пригороде Мератха, Партпапуре, расположен аэродром доктора Вхим Рао Амбедкара. Правительство собиралось реконструировать его взлётно-посадочную полосу для приёма международных рейсов и уменьшения нагрузки на аэропорт Индиры Ганди, однако протесты населения приостановили реализацию плана.

### Автомобильный транспорт
Автодороги связывают город связан с такими важными городами как Дели, Нойда, Фаридабад, Газиабад, Харидвар и др. Через город проходит 3 национальных шоссе № 58, 119 и 235. Основные автовокзалы города, Бхаинсали и Сохраб Гейт, управляются государственной корпорацией дорожного транспорта штата Уттар-Прадеш.

### Железнодорожный транспорт
В Ммруте имеется 4 железнодорожные станции: Мератх Сити, Мератх Кантт, Партапур и Пабли Хас. Станция Мератх Сити является наиболее загруженной. Железная дорога между Мератхом и Дели была открыта в 1864 году. Вспомогательная станция Мератх Кантт была открыта в 1865 году. Около 20 000 пассажиров ежедневно совершают поездки в Дели и обратно.

## Образование
Мирут является важным центром образования западного Уттар-Прадеша. Здесь действуют 4 университета, примерно 50 инженерных колледжей, 23 колледжа управления, 7 фармацевтических колледжей, 1 колледж дизайна, около 150 общеобразовательных колледжей и 50 школ.
В западной части города расположен Индийский институт кинематографии и телевидения. В городе действует два медицинских колледжа.
Город имеет несколько медресе, которые предоставляют возможность получить как религиозное, так и современное образование. В городе также работают курсы подготовки абитуриентов для сдачи вступительных испытаний в инженерные и медицинские колледжи.